# جزيرة كولومبي
جزيرة كولومبي (بالإنجليزية: colombi island)‏ جزيرة صخرية صغيرة تقع في البحر الأبيض المتوسط قبالة شاطئ بلدية المرسى بولاية الشلف الواقعة شمال غرب الجزائر، تبلغ مساحة الجزيرة حوالي 0.3 هكتار.
جزيرة كولومبي يبلغ إرتفاعها 33 م وقطرها حوالي خمسين متراً وتبعد بـ 800 م عن الشاطئ. كانت تسمى صور الحمام (صخرة الحمام) ثم جزيرة كولومبي أو جزيرة بالوما، والآن جزيرة نادجي ؛ ربما هي التي أطلق الإغريق عليها اسم ساماثوس. تقع هذه الجزيرة على بعد 6.5 أميال شمال شرق رأس ماقروعة. عل بعد 1 ميل غرب منارة كولومبي